# Krzysztof Jabłoński (żużlowiec)
Krzysztof Jabłoński (ur. 30 września 1977 w Gnieźnie) – polski żużlowiec.

## Życiorys
Karierę rozpoczął w 1993 roku w barwach Startu Gniezno pod okiem trenera Romualda Łosia. W macierzystym klubie startował do 2000 roku oraz w latach 2002-2003. W 2001 roku na jeden sezon przeniósł się do Polonii Piła, a od 2004 roku startuje w Wybrzeżu Gdańsk. W sezonach 2009-2011 reprezentował barwy klubu Startu Gniezno, w którym pełnił rolę kapitana drużyny. Klub ten opuścił na rzecz klubu z Zielonej Góry, którego barwy reprezentuje od sezonu 2012.
Największy sukces odniósł pod koniec kariery młodzieżowca – w 1998 roku zdobył srebrny medal Indywidualnych Mistrzostw Świata juniorów. Ponadto w tym roku z drużyną Startu zdobył złoto w MDMP, a indywidualnie zajął trzecie miejsce w Srebrnym Kasku. W rywalizacji par w tym samym sezonie zdobył dwa kolejne medale – srebrny wśród młodzieżowców oraz brązowy wśród seniorów. W 2004 roku wystąpił w finale IME, zajmując 6. miejsce. W 2006 w węgierskim Miszkolcu zdobył tytuł Indywidualnego Mistrza Europy.
Jego brat – Mirosław – również jest żużlowcem.

## Starty w lidze polskiej
W lidze polskiej startuje od 1993 roku reprezentując barwy klubów:
- Start Gniezno - 1993-2000
- Polonia Piła - 2001
- Start Gniezno - 2002-2003
- Wybrzeże Gdańsk - 2004-2008, od 2016
- Start Gniezno - 2009-2011
- Falubaz Zielona Góra -  2012 - 2015
- Falubaz Zielona Góra/ Wybrzeże Gdańsk - 2016
- GTM Start Gniezno - 2017

## Inne ważniejsze turnieje
- Turniej o Koronę Bolesława Chrobrego - Pierwszego Króla Polski w Gnieźnie
  - 2008 - 4. miejsce - 12+0 pkt → wyniki
  - 2009 - 11. miejsce - 6 pkt
  - 2010 - 7. miejsce - 8 pkt
  - 2011- 12. miejsce - 6 pkt